# HMS Scorpion (1910)
El HMS Scorpion fue uno de los 16 destructores de la clase Beagle en servicio con la Royal Navy durante la Primera Guerra Mundial.
Fue construido por los astilleros Fairfield Govan en Clyde y fue dado de alta el 30 de agosto de 1910. Utilizaba calderas de carbón, que al finalizar la contienda, resultaban obsoletas, por lo que fue desguazado al finalizar la Primera Guerra Mundial.

## Historial
El primer comandante del HMS Scorpion fue el entonces teniente Andrew Browne Cunningham. En sus primeros días, el Scorpion participó en la revista naval de Spithead de 1911 en los que representaba el cenit del poder naval británico, con 26 millas de buques, entre los que se incluían 42 acorazados y 68 destructores. En 1913 el periodo de permanencia en aguas cercanas a Gran Bretaña, tocó a su fin, y fue destinado al Mediterráneo. En los primeros compases de la Primera Guerra Mundial, participó en la persecución del crucero de batalla Goeben y en la campaña de los Dardanelos. El Scorpion actuó principalmente como buque de escolta, y posteriormente actuó como dragaminas.